# Lijst van voetbalinterlands Bermuda - Grenada (vrouwen)
Deze lijst van voetbalinterlands is een overzicht van alle officiële voetbalinterlands tussen de nationale vrouwenteams van Bermuda en Grenada. De landen hebben tot nu toe één keer tegen elkaar gespeeld.

## Wedstrijden
| № | Plaats   | Datum         | Competitie                                       | Wedstrijd         | Uitslag |
| - | -------- | ------------- | ------------------------------------------------ | ----------------- | ------- |
| 1 | Hamilton | 12 april 2022 | Noord-Amerikaans kampioenschap 2022 kwalificatie | Bermuda − Grenada | 6 − 0   |

## Samenvatting
| Competitie                                  | Totaal gespeeld | Winst Bermuda | Gelijk | Winst Grenada | Doelsaldo Bermuda – Grenada |
| ------------------------------------------- | --------------- | ------------- | ------ | ------------- | --------------------------- |
| Noord-Amerikaans kampioenschap kwalificatie | 1               | 1             | 0      | 0             | 6 − 0                       |
| Totaal                                      | 1               | 1             | 0      | 0             | 6 − 0                       |